# Carlo Fabbricatore
Carlo Fabbricatore (Gorizia, 12 gennaio 1958) è un ex cestista italiano.